# Tommy Victor

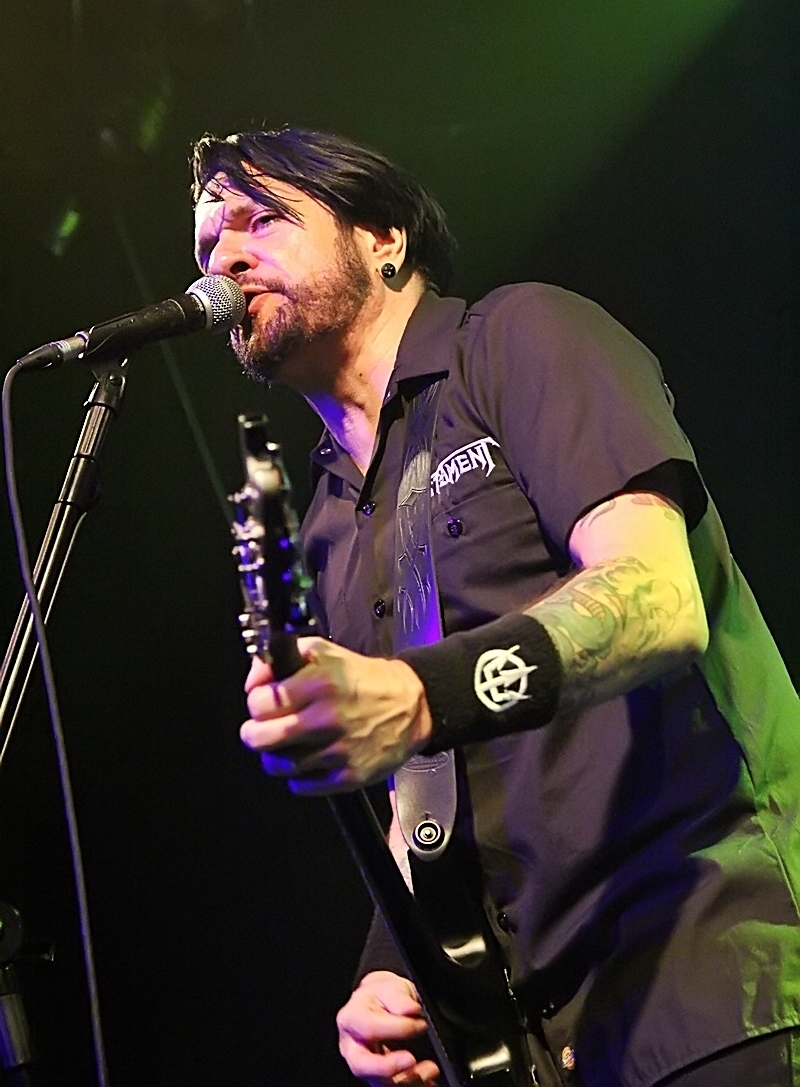
Victor live mit Prong (2020)

Thomas „Tommy“ M. Victor (* 1961 oder 1962) ist ein US-amerikanischer Musiker und Songwriter, der als Leadsänger und Gitarrist der Metal-Band Prong bekannt wurde und zudem unter anderem für Danzig und Ministry aktiv ist bzw. war.

## Werdegang
In den 1980er-Jahren arbeitete Victor als Mischer im Club CBGBs in New York City. 1983 gründete er mit seinem damaligen Mitbewohner Robert Ortiz die NYHC-Band Antidote, die sich 1986 auflösten. Noch im gleichen Jahr gründete er mit dem CBGB-Türsteher Mike Kirkland als Bassisten die damals Hardcore spielende Band Prong. In einem Interview sagte Victor 1994, er habe in den Jahren als Mischer oft mehr verdient als mit Prong, obgleich er mit jener Band ab 1990 Alben auf dem Majorlabel Epic Records herausbrachte.

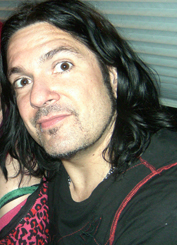
Tommy Victor (2008)

1995 spielte er auf dem Album Misguided der Industrial-Rock-Supergroup Argyle Park, wo er auch das Hauptriff zum Song Doomsayer beisteuerte. Nach der Auflösung von Prong 1996 zog Victor nach Los Angeles. Er stieg bei Danzig ein, wo er zunächst 1996 und 1997 die Tour zum Album Blackacidevil mitspielte. Zudem arbeitete er für Rob Zombie, Marilyn Manson, Trent Reznor und Glenn Danzigs Soloprojekt. 2003 bis 2005 war er erneut Mitglied der Band Danzig, und sodann wieder ab 2008. Er spielte auch das 2010 erschienene Deth Red Sabaoth mit ein. 
Darüber hinaus spielte er 2005 bis 2008 für Ministry drei Alben mit ein, unter anderem Rio Grande Blood; auf The Last Sucker (2007) spielte er auch Bass. 2010 steuerte er Gastgesang beim Soulfly-Album Omen bei. An dem 2015 veröffentlichten Debüt der Supergroup Primitive Race war Victor ebenfalls beteiligt. Außerdem trug Victor für das im Mai 2017 erschienene Album Black Laden Crown von Danzig die Gitarren-Parts bei, wie auf fast allen Veröffentlichungen von Danzig seit 2004.

## Stil
Victor ist besonders durch sein präzises Rhythmus-Gitarren-, aber auch Solospiel bekannt, insbesondere aber für die Verwendung von Double-Bendings und sogenannter „künstlicher Harmonien“ („Artificial harmonics“). Als Einfluss für letztere nannte Victor etwa Gang of Four.